# George Michael
George Michael, egentligen Georgios Kyriacos Panayiotou, född 25 juni 1963 i East Finchley, Barnet, London, död 25 december 2016 i Goring-on-Thames, Oxfordshire, var en brittisk popsångare, musiker, musikproducent och låtskrivare, som tillsammans med Andrew Ridgeley på 1980-talet utgjorde popduon Wham!.

## Biografi
George Michael föddes 1963 i East Finchley i London. Hans far, Kyriacos "Jack" Panayiotou (född 1936) var en krögare från Cypern som emigrerade till England på 1950-talet. Hans mor, Lesley Angold (född Harrison, 1938–1997), var en engelsk dansare. Han hade två systrar Yioda (född 1958) och Melanie (1960–2019). Familjen flyttade senare, då Michael var i sina tidiga tonår, till Radlett i Hertfordshire. På skolan i närbelägna Bushey träffade han sin blivande kollega Andrew Ridgeley, som han 1981 bildade bandet Wham! med. Duon, som mellan 1982 och 1986 sålde mer än 25 miljoner skivor, hade flera stora världssuccéer, bland annat med "Last Christmas" och "Wake Me Up Before You Go-Go".
Redan 1984 släpptes låten "Careless Whisper" med George Michael som soloartist, även om låten skrevs tillsammans med hans kollega Andrew Ridgeley. Michaels egentliga solokarriär inleddes 1987 med albumet Faith, med hits som "Father Figure" och "I Want Your Sex" och som har sålts i över 25 miljoner exemplar. På albumet som han var medproducent till skrev han alla låtar själv, spelade merparten av alla instrument och sjöng många av körstämmorna. År 1987 spelade han också in duetten "I Knew You Were Waiting (For Me)" tillsammans med Aretha Franklin.
Under 1980-talet och 1990-talet tillhörde George Michael de mest framgångsrika popartisterna i världen. Som soloartist har George Michael sålt över 100 miljoner album världen över.
År 2005 släpptes dokumentären A Different Story som skildrar hans karriär och privatliv. Året därpå släpptes greatest hits-albumet Twentyfive för att fira hans 25 år långa musikkarriär och han gav sig ut på sin första turné på 15 år, den världsomspännande 25 Live tour, som pågick under åren 2006-2008.
George Michael, som själv var homosexuell, var mycket engagerad i HBTQ-frågor och drev även kampanjer för att samla in pengar till bland annat forskning kring HIV/AIDS.
George Michael avled vid 53 års ålder på juldagen 2016 i sitt hem i Oxfordshire. Dödsorsaken uppgavs ha varit hjärtsvikt.

## Diskografi
Studioalbum
- 1987 – Faith
- 1990 – Listen Without Prejudice Vol. 1
- 1996 – Older
- 1999 – Songs from the Last Century
- 2004 – Patience

Livealbum
- 2014 – Symphonica

Singlar (topp 10 på UK Singles Chart)
- 1984 – "Careless Whisper" (#1)
- 1986 – "A Different Corner" (#1)
- 1987 – "I Knew You Were Waiting (For Me)" (tillsammans med Aretha Franklin) (#1)
- 1987 – "I Want Your Sex" (#3)
- 1987 – "Faith" (#2)
- 1988 – "One More Try" (#8)
- 1990 – "Praying for Time" (#6)
- 1991 – "Don't Let the Sun Go Down on Me" (med Elton John) (#1)
- 1992 – "Too Funky" (#4)
- 1993 – "Somebody to Love" (med Queen) (#1)
- 1993 – "Killer" / "Papa Was a Rollin' Stone" (#1)
- 1996 – "Jesus to a Child" (#1)
- 1996 – "Fastlove" (#1)
- 1996 – "Spinning the Wheel" (#2)
- 1997 – "Older" / "I Can't Make You Love Me" (#3)
- 1997 – "Star People '97" (#2)
- 1997 – "Waltz Away Dreaming" (med Toby Bourke) (#10)
- 1997 – "You Have Been Loved" / "The Strangest Thing '97" (#2)
- 1998 – "Outside" (#2)
- 1999 – "As" (med Mary J. Blige) (#4)
- 2000 – "If I Told You That" (med Whitney Houston) (#9)
- 2002 – "Freeek!" (#7)
- 2004 – "Amazing" (#4)
- 2004 – "Flawless (Go to the City)" (#8)

Samlingsalbum
- 1998 – Ladies & Gentlemen: The Best of George Michael
- 2006 – Twentyfive